# Ніхат Бекдік
Ніхат Асим Бекдік (тур. Nihat Asım Bekdik, 17 березня 1902 — 21 червня 1972) — турецький футболіст, який виступав на позиції захисника.

## Клубна кар'єра
Ніхат Бекдік учнем Галатасарайського ліцею почав свою кар'єру футболіста, виступаючи за «Галатасарай» з 1916 по 1936 рік. 6 разів вигравав у складі клубу Стамбульську футбольну лігу, був капітаном команди.
Через зображеного лева на формі і поведінку на полі вболівальники прозвали його «Аслан», що турецькою означає «лев». Пізніше це прізвисько поширилося і на весь «Галатасарай». На фан-клубних сайтах він вважається одним з найважливіших та найпопулярніших гравців в історії клубу.

## Кар'єра в збірній
26 жовтня 1923 року Ніхат Бекдік дебютував за збірну Туреччини в товариському матчі проти збірної Румунії. Брав участь у футбольних турнірах двох Олімпіад: 1924 і 1928 років. 14 жовтня 1927 року Ніхат Бекдік забив свій перший і єдиний гол за національну команду, відзначившись на 85-й хвилині товариської гри зі збірною Болгарії.

## Інші види спорту

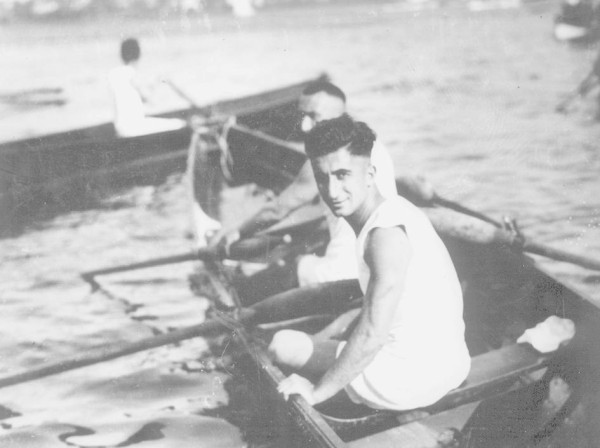
Ніхат Бекдік під час Стамбульського чемпіонату з веслування. 3 серпня 1933 року.

Ніхат Бекдік домігся успіху в потрійному стрибку та стрибках у висоту. У 1923 році встановив турецькі рекорди в потрійному стрибку (11,92 м) і стрибках в висоту (1,58 м). Після завершення футбольної кар'єри займався верховою їздою, веслуванням і плаванням. На своєму човні «Аслан» Ніхат виграв численні кубки.

## Політична кар'єра
У 1957-1960-і роки Ніхат Бекдік був членом Великих національних зборів Туреччини від Демократичної партії. У результаті державного перевороту 27 травня він був заарештований і відправлений до Яссіади, як і інші члени ДП. Пізніше його виправдали.

## Смерть
Бекдік помер від серцевої недостатності у рідному Стамбулі 21 вересня 1972 року. Через день він був похований на стамбульському кладовищі «Зинджирлікую».

## Досягнення

### Як гравця
«Галатасарай»
- Переможець Стамбульської Футбольної ліги (6): 1921—1922, 1924—1925, 1925—1926, 1926—1927, 1928—1929, 1930—1931
- Володар Кубка Стамбула: 1933

### Як тренера
«Галатасарай»:
- Переможець Стамбульської Футбольної ліги (1): 1928—1929

## Статистика виступів

### У збірній
| Матчі і голи Ніхата Бекдіка за збірну Туреччини | Матчі і голи Ніхата Бекдіка за збірну Туреччини | Матчі і голи Ніхата Бекдіка за збірну Туреччини | Матчі і голи Ніхата Бекдіка за збірну Туреччини | Матчі і голи Ніхата Бекдіка за збірну Туреччини | Матчі і голи Ніхата Бекдіка за збірну Туреччини | Матчі і голи Ніхата Бекдіка за збірну Туреччини |
| №                                               | Дата                                            | Місце проведення                                | Суперник                                        | Рахунок                                         | Голи                                            | Змагання                                        |
| ----------------------------------------------- | ----------------------------------------------- | ----------------------------------------------- | ----------------------------------------------- | ----------------------------------------------- | ----------------------------------------------- | ----------------------------------------------- |
| 1                                               | 26 жовтня 1923                                  | Таксім, Стамбул                                 | Румунія                                         | 2:2                                             | —                                               | Товариський матч                                |
| 2                                               | 25 травня 1924                                  | Бержер, Париж                                   | Чехословаччина                                  | 2:5                                             | —                                               | Олімпійські ігри                                |
| 3                                               | 17 червня 1924                                  | Теелен Паллокенття, Хельсінкі                   | Фінляндія                                       | 4:2                                             | —                                               | Товарищеский матч                               |
| 4                                               | 19 червня 1924                                  | Калеві, Таллін                                  | Естонія                                         | 4:1                                             | —                                               | Товариський матч                                |
| 5                                               | 22 червня 1924                                  | ЛСБ, Рига                                       | Латвія                                          | 3:1                                             | —                                               | Товариський матч                                |
| 6                                               | 29 червня 1924                                  | Муніципальний стадіон, Лодзь                    | Польща                                          | 0:2                                             | —                                               | Товариський матч                                |
| 7                                               | 16 листопада 1924                               | Стадіон імені В. Воровського, Москва            | СРСР                                            | 0:3                                             | —                                               | Товариський матч                                |
| 8                                               | 10 квітня 1925                                  | Таксим, Стамбул                                 | Болгарія                                        | 2:1                                             | —                                               | Товариський матч                                |
| 9                                               | 15 травня 1925                                  | Істікляль, Анкара                               | СРСР                                            | 1:2                                             | —                                               | Товариський матч                                |
| 10                                              | 2 жовтня 1925                                   | Таксім, Стамбул                                 | Польща                                          | 1:2                                             | —                                               | Товариський матч                                |
| 11                                              | 7 травня 1926                                   | Таксим, Стамбул                                 | Румунія                                         | 1:3                                             | —                                               | Товариський матч                                |
| 12                                              | 17 липня 1927                                   | Славія, Софія                                   | Болгарія                                        | 3:3                                             | —                                               | Товариський матч                                |
| 13                                              | 14 жовтня 1927                                  | Таксим, Стамбул                                 | Болгарія                                        | 3:1                                             | 1                                               | Товариський матч                                |
| 14                                              | 8 квітня 1928                                   | Стадіон «Конкордії», Загреб                     | Югославія                                       | 1:2                                             | —                                               | Товариський матч                                |
| 15                                              | 15 квітня 1928                                  | Глорія ЧФР, Арад                                | Румунія                                         | 2:4                                             | —                                               | Товариський матч                                |
| 16                                              | 28 травня 1928                                  | Олімпійський стадіон, Амстердам                 | Єгипет                                          | 1:7                                             | —                                               | Олімпійські ігри                                |
| 17                                              | 27 вересня 1931                                 | Юнак, Софія                                     | Болгарія                                        | 1:5                                             | —                                               | Балканський кубок                               |
| 18                                              | 2 жовтня 1931                                   | Васил Левський, Софія                           | Югославія                                       | 2:0                                             | —                                               | Балканський кубок                               |
| 19                                              | 17 квітня 1932                                  | Таксим, Стамбул                                 | Угорщина                                        | 1:2                                             | —                                               | Товариський матч                                |
| 20                                              | 22 квітня 1932                                  | Таксим, Стамбул                                 | Угорщина                                        | 1:4                                             | —                                               | Товарищеский матч                               |
| 21                                              | 4 листопада 1932                                | Таксим, Стамбул                                 | Болгарія                                        | 2:3                                             | —                                               | Товариський матч                                |